# Melanoides nyassana
Melanoides nyassana es una especie de molusco gasterópodo de la familia Thiaridae en el orden de los Mesogastropoda.

## Distribución geográfica
Es endémica de Malaui.

## Hábitat
Su hábitat natural son: lagos de agua dulce.